# بيت معيض (الحيمة الداخلية)

تعديل مصدري - تعديل

بيت معيض هي إحدى قرى عزلة الجدعان بمديرية الحيمة الداخلية التابعة لمحافظة صنعاء، بلغ تعداد سكانها 136 نسمة حسب تعداد اليمن لعام 2004.